# Julianne Dalcanton

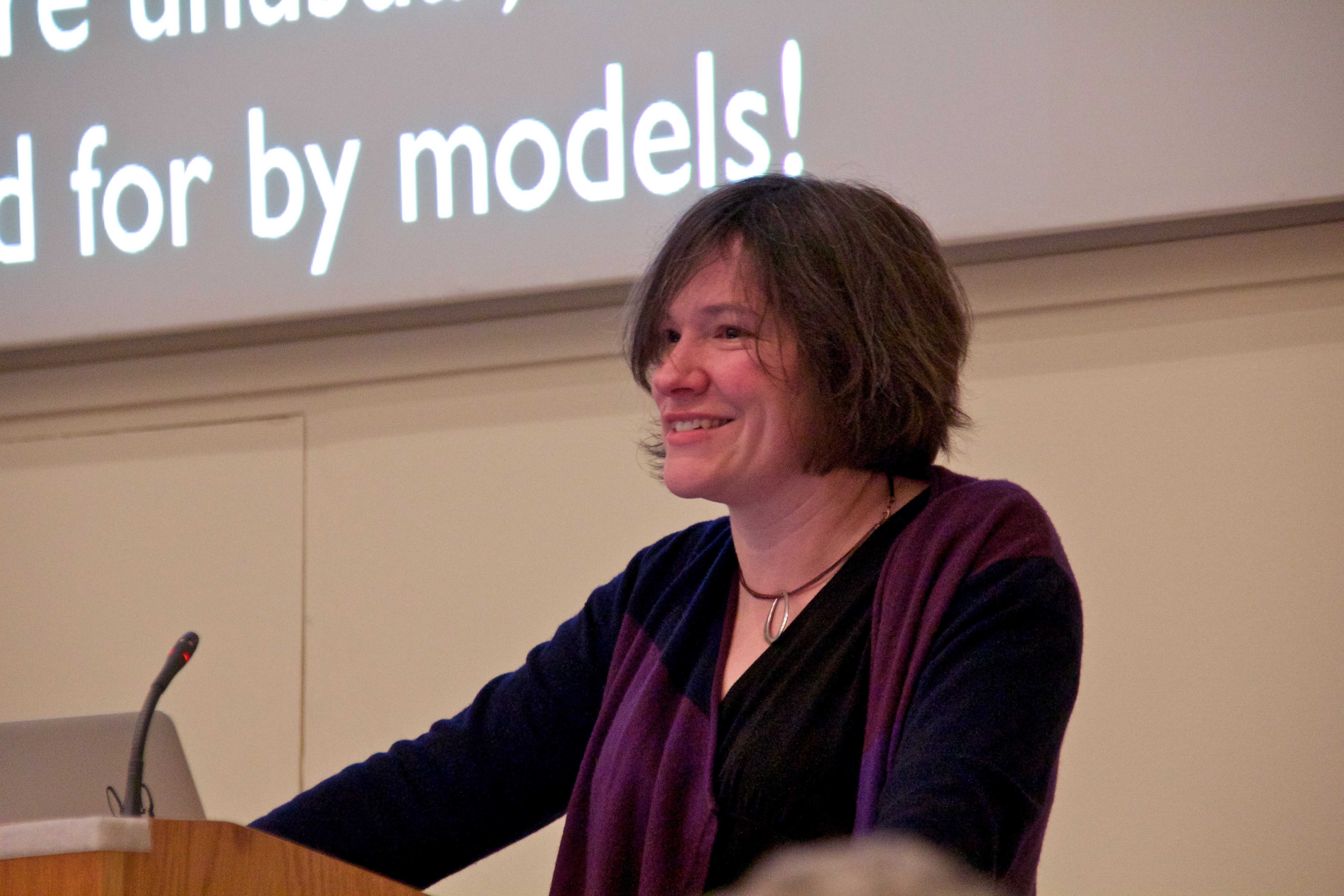
Julianne Dalcanton

Julianne Dalcanton (* 29. Januar 1968 in Pittsburgh, Pennsylvania) ist eine US-amerikanische Astronomin.

## Leben
Sie ist außerordentliche Professorin in Astronomie an der University of Washington in Washington und Forscherin des Sloan Digital Sky Survey. Ihre Hauptarbeit befasst sich mit der Entstehung und Entwicklung von Galaxien. Sie leitet zurzeit das ACS Nearby Galaxy Survey Treasury (ANGST)-Programm am Hubble-Weltraumteleskop.
International bekannt wurde sie als Entdeckerin des Kometen C/1999 F2, der auch nach ihr benannt wurde. 2012 wurde der Asteroid (148384) Dalcanton nach ihr benannt. Für 2018 wurde ihr der Beatrice-M.-Tinsley-Preis zugesprochen, 2024 wurde sie in die Mitglied der American Academy of Arts and Sciences gewählt.
Dalcanton ist verheiratet und hat zwei Kinder.